# پای گیلاس

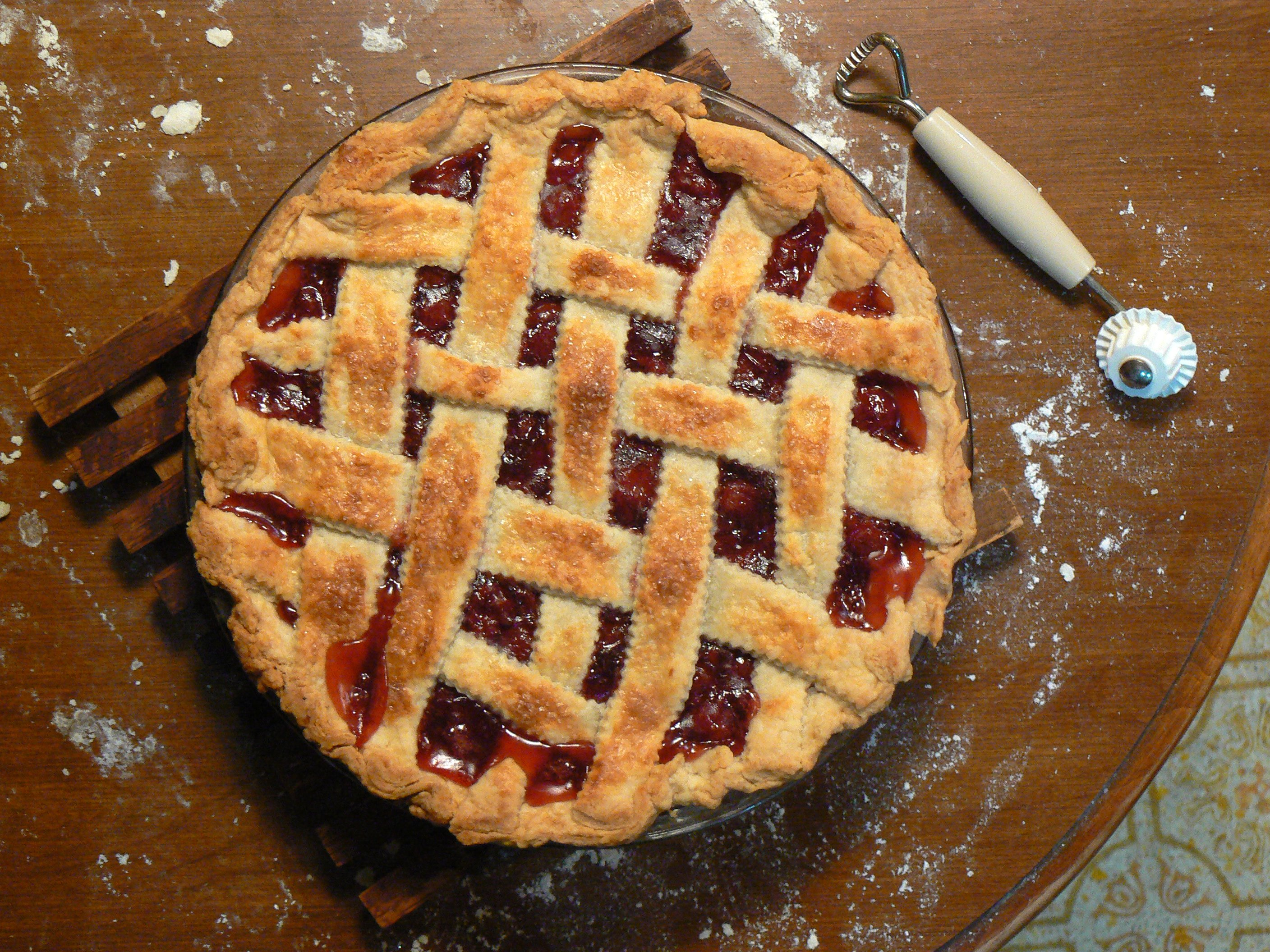
پای گیلاس خانگی با پوسته مشبک

پای گیلاس (انگلیسی: Cherry pie) پایی است که با خمیر پر شدهٔ گیلاس پخته می‌شود. به‌طور سنتی پای گیلاس با آلبالو به جای گیلاس شیرین درست می‌شود. گیلاس مورلو یکی از رایج‌ترین انواع گیلاس مورد استفاده است، اما انواع دیگری مانند گیلاس سیاه نیز ممکن است استفاده شود.